# 土屋シオン
土屋 シオン（つちや シオン、1992年〈平成4年〉8月7日 - ）は、日本の元俳優、元声優。大阪府生まれ、神奈川県出身。身長168cm。所属フリー。

## 略歴
子役時代はキリンプロに所属し活動していた。その後、ワタナベエンターテインメントスクール（9期）を卒業。
2010年からワタナベエンターテインメントに所属、同年12月に事務所内の若手男性俳優グループ・D2に加入する。
2013年10月、D2がD-BOYSに加入し、D-BOYSメンバーとなる。
2018年9月28日にD-BOYSを卒業し、ワタナベエンターテインメントも退所することを発表。以降は所属フリーとなる。
2019年8月、えのもとぐりむと共に「劇団空白ゲノム」を旗揚げした。
2023年4月から6月にかけ、九州朝日放送で放映された特撮ドラマ『ドゲンジャーズ』（第4シリーズ）にて初となる主演・白石循（ヒャクトーバン）役を務めた。
2025年3月31日、芸能界から離れる旨を「離職」という表現を用いて公表した。

## 出演

### テレビドラマ
- 忍風戦隊ハリケンジャー（2002年、テレビ朝日） - 霞一鍬（幼少期） 役
- 金曜エンタテイメント新春ドラマ特別企画2003 スチュワーデス刑事7（2003年1月、フジテレビ）
- 水曜プレミア
  - 刹那に似てせつなく（2005年3月、TBS）
  - ドラマスペシャル!! 恋愛内科25時（2005年6月、TBS）
- 仮面ライダー響鬼 第15話（2005年5月、テレビ朝日）
- ドラマ30 新キッズ・ウォー（2005年8月 - 9月、中部日本放送） - 岸本良平 役
  - ドラマ30 新キッズ・ウォー2（2006年5月 - 7月、中部日本放送） - 岸本良平 役
- アストロ球団 第6話（2005年9月、テレビ朝日） - 伊集院大門（少年期） 役
- 魔弾戦記リュウケンドー 第8話（2006年2月、テレビ愛知） - 川で遊ぶ少年 役
- 帰ってきた時効警察 第4話（2007年5月、テレビ朝日） - 星野トオル（少年期） 役
- Q10（2010年10月 - 12月、日本テレビ） - 大友日明 役
- 仮面ライダーフォーゼ（2011年9月 - 2012年8月、テレビ朝日） - JK 役
- 科捜研の女16 最終話「完璧防犯システムの家」（2017年3月9日、テレビ朝日） - 矢野亘 役
- 御茶ノ水ロック 第1話（2018年1月18日、テレビ東京） - 三浦篤史 役
- ドゲンジャーズ メトロポリス（2023年4月9日 - 6月25日 、KBCテレビ） -  主演・白石 循 / ヒャクトーバン（声） 役
- シン・ドゲンジャーズ（2024年7月14日 -  、KBCテレビ） -  ヒャクトーバン（声） 役
- 異世界転生したらドゲンジャーズだった件（2025年7月13日 -  、KBCテレビ） -  ヒャクトーバン（声） 役

### 映画
- 僕たちのプレイボール（2010年5月15日、ゴー・シネマ） - 原口和人 役
- ランウェイ☆ビート（2011年3月19日、松竹）
- 仮面ライダーシリーズ（東映） - JK 役
  - 仮面ライダー×仮面ライダー フォーゼ&オーズ MOVIE大戦MEGA MAX（2011年12月10日）
  - 仮面ライダー×スーパー戦隊 スーパーヒーロー大戦（2012年4月21日）
  - 仮面ライダーフォーゼ THE MOVIE みんなで宇宙キターッ!（2012年8月4日）
  - 仮面ライダー×仮面ライダー ウィザード&フォーゼ MOVIE大戦アルティメイタム（2012年12月8日）
  - 仮面ライダー平成ジェネレーションズ FINAL ビルド&エグゼイド with レジェンドライダー（2017年12月9日）
- ヌイグルマーZ（2014年1月25日、キングレコード / ティ・ジョイ）
- 神さまの言うとおり（2014年11月15日、東宝）
- タヌキ社長（2022年5月20日、TOCANA）[9]

### ネットムービー
- ネット版 仮面ライダー×スーパー戦隊 スーパーヒーロー大変 〜犯人はダレだ?!〜（2012年） - JK 役
- ネット版 仮面ライダーフォーゼ みんなで授業キターッ!（2012年） - JK 役

### 舞台
- ソラリスの謎（2005年）
- 華鬼（2011年3月） - 早咲水羽 役
- ミュージカル 忍たま乱太郎 第二弾〜予算会議でモメてます〜（2011年） - 善法寺伊作 役
- タンブリング Vol.3（2012年）
- マクロス ザ・ミュージカルチャー（2012年） - アッシュ・アンダーソン 役
- Dステ
  - 12th「TRUMP」（2013年） - ガ・バンリ / ピエトロ・ロンド 役
  - 15th「駆けぬける風のように」（2014年） - 宿毛嶺八 役[10]
- ミュージカル『冒険者たち』〜The Gamba 9〜（2013年） - ボーボ 役
- ぶっせん（2013年）
- 私の嫌いな女の名前、全部貴方に教えてあげる。（2014年） - 主演[11]
- もっと超越した所へ。（2015年）
- キスインヘル（2015年） - 運命破 役
- ザ・デイサービス・ショウ
  - It's Only Rock'n Roll（2015年） - 坂本拓〈トメ吉〉 役
  - 2016 It's Only Rock'n Roll（2016年） - 坂本拓〈トメ吉〉 役[12]
  - 2017 It's Only Rock'n Roll（2017年） - 坂本拓〈トメ吉〉 役
  - 2018 It's Only Rock'n Roll（2018年） - 坂本拓〈トメ吉〉 役
- ハンサム落語 第七幕（2016年）
- ミュージカル「さよならソルシエ」（2016年） - アンリ・ド・トゥールーズ＝ロートレック 役
- 忍者、女子高生（仮）（2016年）
- ハッシャ・バイ（2016年） - 男3 役
- TARO URASHIMA（2016年） - アンコー 役
- 赫い月（2017年）- 古賀秀正 役
- ちるらん 新撰組鎮魂歌（2017年）- 永倉新八 役
- 遠い夏のゴッホ（2017年） - アンドレイ［ツノカブトムシ］ 役
- イッショウガイ（2017年） - トウマ 役
- ミュージカル「舞妓はレディ」（2018年） - 秋平 役[13]
- カルパノーラマ（2019年） ‐ 白い影 役
- アイイジョウ（2019年）
- 春、揺らぐ、勿忘草（2019年）
- X‐QUEST トリコロールスター
  - 新説・金と銀の鬼～リング（2019年） - 緑丸 役
  - 青いザクロ ベニクラゲマンの憂鬱（2019年） - ブラックベニクラゲマン 役
- シェイリ шерри（2019年） - メドヴェージェンコ 役
- 潜狂（2019年） - ヒグチ 役
- 泡沫の空に光を飛ばした（2024年） - 矢島譲 役[14]
- IKIZAMA（2025年）[15]
- 二対一 -についひとつ-（2025年）[16]

### バラエティ
- おはスタ（2003年4月 - 2005年3月、テレビ東京） - おはキッズ
- 科学大好き土よう塾（2005年4月 - 2006年3月、NHK教育） - 塾生
- D2のメシとも!（2011年8月 - 9月、朝日放送）
- TV・局中法度!（2012年10月 - 2013年3月、テレビ神奈川・千葉テレビ放送・テレビ埼玉・サンテレビジョン） - 安藤早太郎 役ほか

### テレビアニメ
- ポケットモンスター アドバンスジェネレーション 第93話（2004年） - チルット 役

### ラジオドラマ
- 青春アドベンチャー「穴〜HOLES〜」（2005年、NHK-FM）

### テレビCM
- ミスタードーナツ（2002年）
- 内閣府・政府広報「エコジャパンサポーター篇」（2002年）
- サントリー 電通賞（2003年）
- バンダイ「RCポトリス」（2003年）
- NTTドコモ北陸 あさがお篇（2003年）
- 読売巨人軍 高橋由伸篇（2004年）
- NHK広報スポット 映画アカデミー賞（2005年）
- TUKA関西ブリケー 教えたい気持ち篇（2005年）
- タカラ「人生ゲーム」（2005年）
- バンダイ「仮面ライダーチョコビスケット」（2012年）

### ラジオCM
- 全日本トラック協会（2004年）
- LION「デンターシステマ」（2004年）